# Dinámica de vehículos

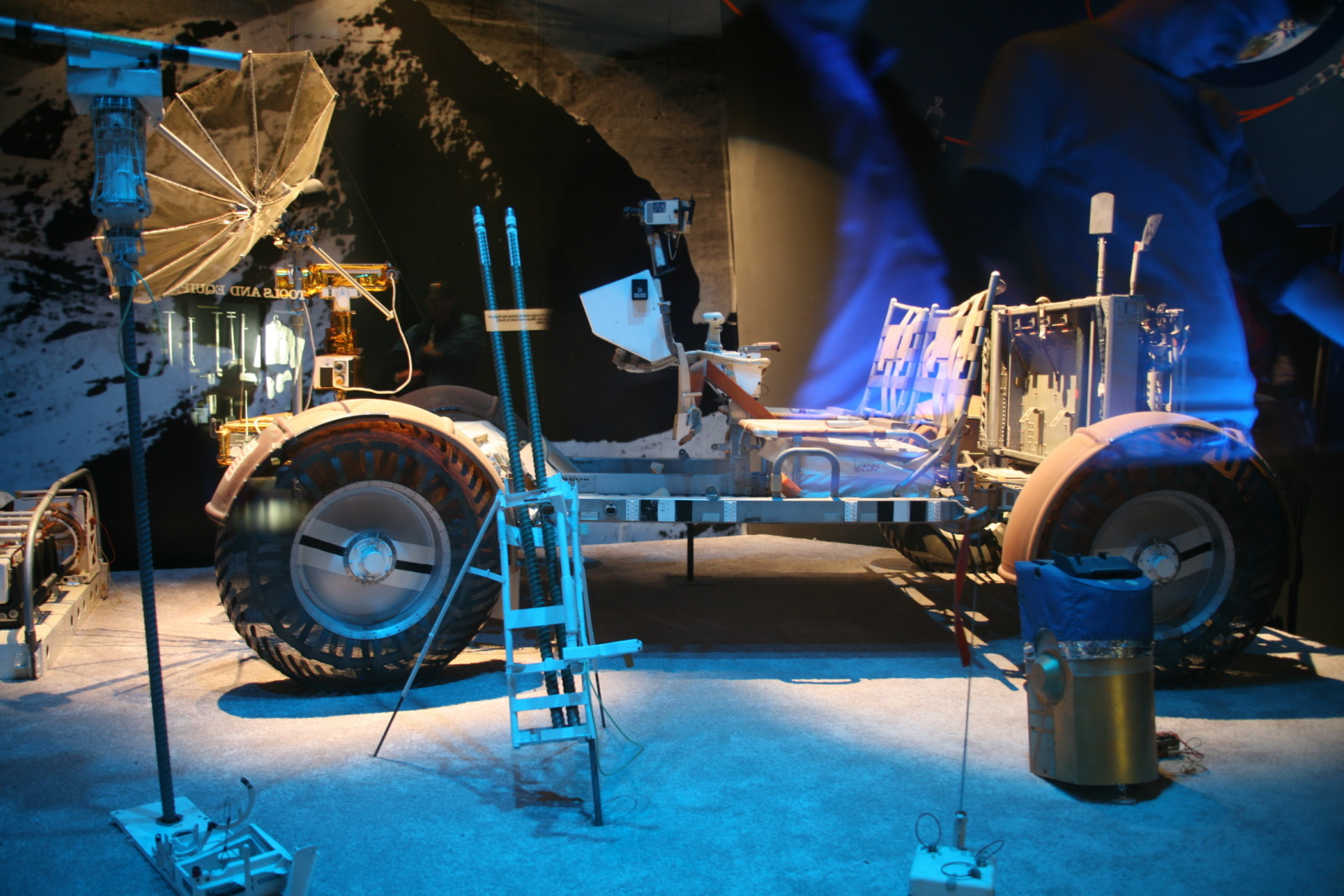
Vehículo lunar utilizado por los astronautas para desplazarse por la superficie lunar.

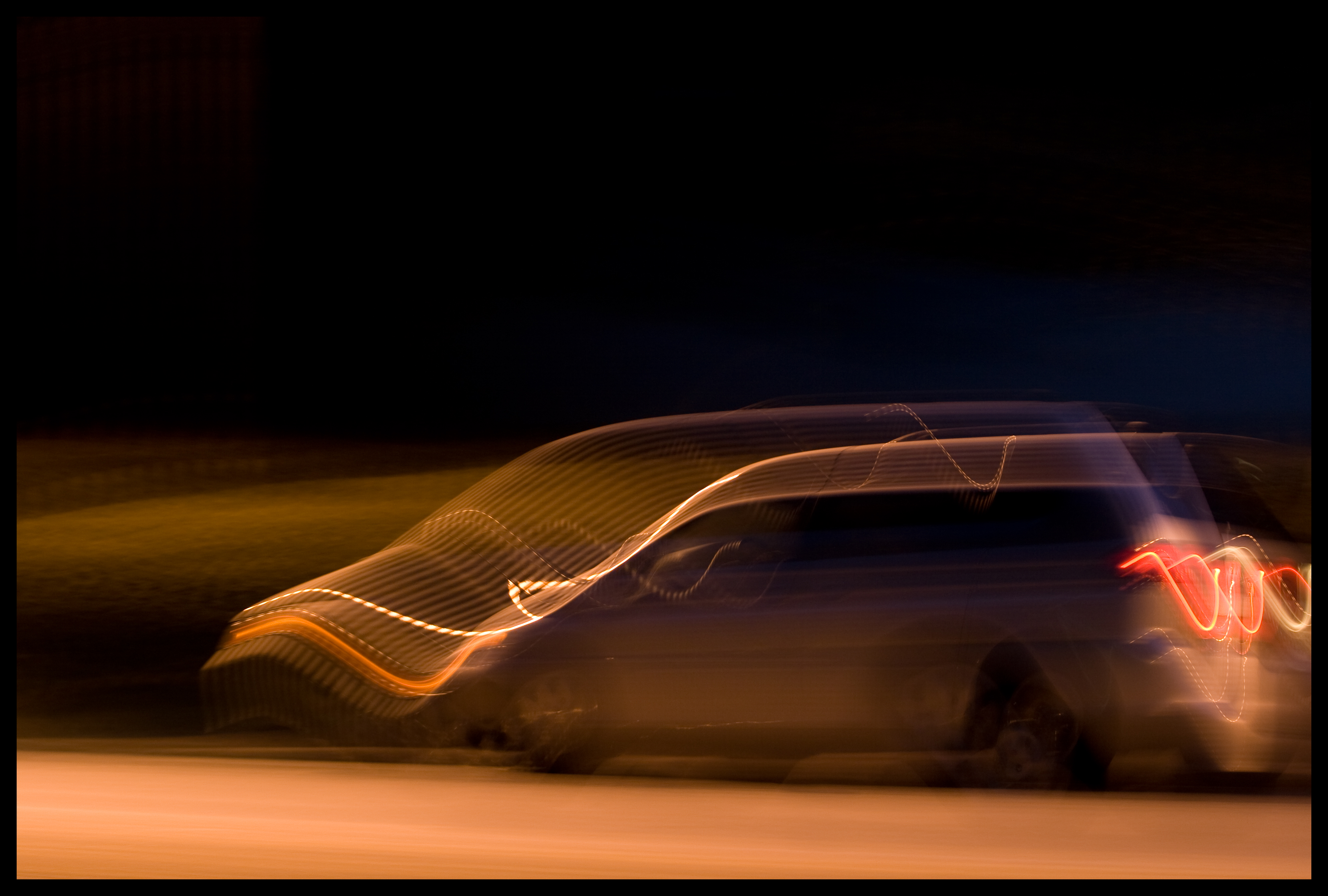
Fluido que interviene en el movimiento de un automóvil.

La dinámica de vehículos estudia el comportamiento dinámico de los vehículos terrestres. Es una parte de la ingeniería principalmente basada en mecánica clásica pero también puede involucrar otras áreas, tales como química, física del estado sólido, mecánica de fluidos, ingeniería eléctrica, comunicación, psicología, teoría de control, etc.
Para los vehículos de dos ruedas, véase dinámica de la bicicleta y de la motocicleta. Para la dinámica de los vehículos aéreos, véase aerodinámica. 

## Aspectos estudiados por la dinámica de vehículos
| - Geometría de Ackermann - Ángulo de caída - Ángulo de avance del pivote - Ángulo de salida - Ángulo de convergencia - Altura libre - Batalla - Vía - Control de estabilidad - Eje rígido - Eje De Dion - Suspensión independiente | - fuerza lateral - Transferencia de peso - Centro de balanceo - Ángulo de deslizamiento - Subviraje - Sobreviraje - Masa no suspendida - Masa suspendida |

## Técnicas de conducción
Las técnicas de conducción, pueden incrementar la estabilidad de la dinámica de vehículos, estas incluyen:
| - Frenado con cadencia - Umbral de frenado - Doble embrague - Derrapadas - técnica de freno de mano | - Punta tacón - Freno de pie izquierdo - Contravolante - Sacudida escandinava |

## Análisis y simulación
El comportamiento dinámico de los vehículos se puede analizar de diferentes formas. Puede ser sencillo tratarlo como un simple sistema de masas con 3 grados de libertad como el modelo de la bicicleta que se puede resolver matemáticamente, o pueden ser simulados con cualquier grado de complejidad en un equipo, utilizando paquetes MBS como CarSim, VeDyna, Simul-X, Modelica o MSC ADAMS. Normalmente, estos tendrán entre veinte y varios cientos de grados de libertad, aunque el límite superior es cada vez mayor. Los neumáticos y la técnica de conducción son generalmente las principales complicaciones. El modelado de neumáticos generalmente se basa en la denominada "Magic formula" de Hans B. Pacejka o modelos similares. Los juegos de carreras de coches o simuladores son también una forma de simulación de dinámica del vehículo, aunque muchas simplificaciones son necesarias para obtener un rendimiento en tiempo real con gráficos razonables.